# Tepui-Tropfenameisenwürger
Der Tepui-Tropfenameisenwürger (Thamnophilus insignis) zählt innerhalb der Familie der Ameisenvögel (Thamnophilidae) zur Gattung Thamnophilus.
Die Art kommt in Venezuela, den angrenzenden Teilen Guyanas und im Norden Brasiliens vor.
Das Verbreitungsgebiet umfasst tropischen oder subtropischen feuchten Bergwald zwischen 900 und 2000 m Höhe.
Der lateinische Artzusatz kommt von lateinisch insignis ‚Kennzeichen, Auszeichnung‘.

## Merkmale

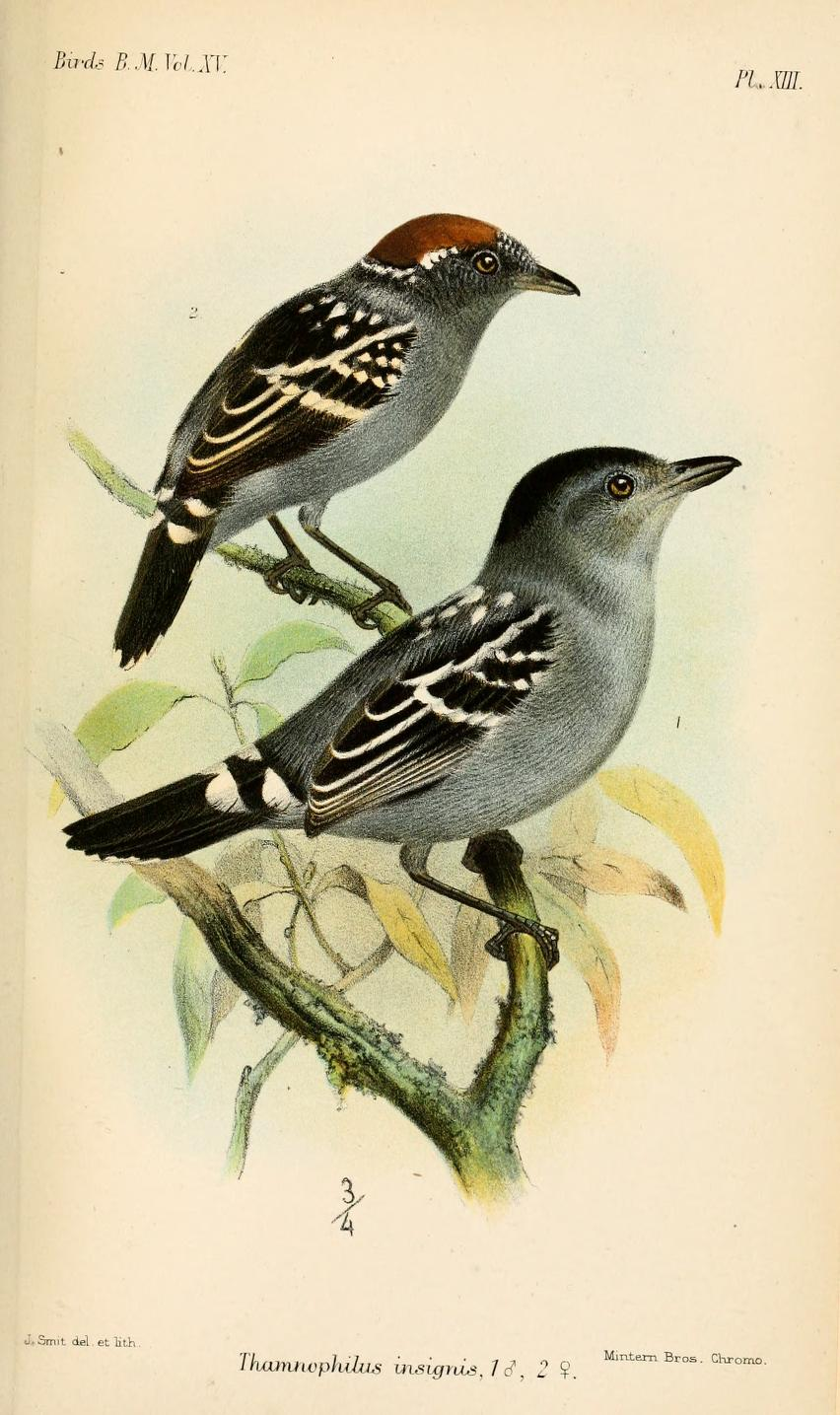
Tepui-Tropfenameisenwürger, Joseph Smit – Catalogue of the birds in the British Museum. Vol. 15

Der Vogel ist etwa 16 bis 17 cm groß und wiegt zwischen 22 und 30 g. Das Männchen ist auf der Oberseite und dem Scheitel dunkelgrau mit schwarz mit einzelnen weißen Federn auf Kamm und Nacken, kräftigen weißen Flecken oder Streifen auf Rücken und Flügeln. Der Schwanz ist weiß gerändert. Die Kopfseiten sind grau, ebenso Unterseite, Füße und Schnabel. Das Weibchen unterscheidet sich durch eine hellbraune Kappe.

## Geografische Variation
Es werden folgende Unterarten anerkannt:
- T. i. insignis Salvin & Godman, 1884, Nominatform – Südvenezuela, Westguyana und Nordbrasilien
- T. i. nigrofrontalis Phelps, Sr & Phelps, Jr., 1947 – äußerster Südwesten Venezuelas

## Stimme
Der Gesang wird als schneller werdende Folge gleicher Töne mit anfangs ansteigender Höhe beschrieben, die in einen langen, betonten, höheren nasalen Laut endet.

## Lebensweise
Die Nahrung besteht überwiegend aus Insekten und Arthropoden, die allein oder als Paar meist 1 bis 5 m über dem Erdboden, mitunter auch in Wipfelhöhe gesucht werden.
Die Brutzeit ist nicht bekannt.

## Gefährdungssituation
Der Bestand gilt als nicht gefährdet (Least Concern).